# Эванс, Терри
Терри Ли Эванс (англ. Terry Lee Evans; 14 августа 1937, Виксберг, Миссисипи, США  — 20 января 2018, Лос-Анджелес, Калифорния, США) — американский блюзовый певец, гитарист и автор песен. Номинант Blues Music Awards в номинациях «Альбом соул-блюза» (2002), «Альбом акустического блюза» (2009) .

## Биография
Терри Ли Эванс родился в Виксберге, штат Миссисипи, с детства пел в местном церковном хоре. Его родители хотели, чтобы он сосредоточился исключительно на госпел-музыке. До начала 1960-х он работал полупрофессионально с ду-воп a cappella группой под названием Knights, где он пел первого тенора .
В 1962 году Эванс переехал в Лос-Анджелес. Там он научился играть на гитаре, а также начал зарабатывать, сочиняя песни для других музыкантов. В частности в тот период его песни записали Попс Стейплз («Love Is a Precious Thing») и Луи Джордан («Hop, Skip, and Jump»). Вместе с друзьями они создали вокальный коллектив Turnarounds, который записывался сам и записывал бэк-вокал для других исполнителей. В 1963 году Эванс выпустил свой первый сольный сингл, оставшийся незамеченным. Известность самого Эванса была невелика и объединился с коллегой-певцом соул и госпела Бобби Кингом. Они регулярно гастролировали в течение 1970-х годов, в том числе в Европе; Эванс также работал бэк-вокалистом у Рая Кудера и даже записался с ним на нескольких альбомах. Также в течение 1960-1980 годов записывался как сессионный гитарист или певец на релизах таких музыкантов, как Мел Браун, Мария Малдор, Mарвин Гэй, Джон Фогерти.
Аудитория Терри Эванса расширилась благодаря участию в саундтреке к фильму 1986 года Crossroads, где он спел в заглавном треке фильма, а также в другой песне «Down in Mississippi». Эвансу и Кингу удалось подписать контракт с Rounder Records, которая выпустила в 1988 и 1990 годах два альбома дуэта. С начала 1990-х Терри Эванс стал регулярно выпускать свои сольные альбомы. В 2002 году его альбом Mississippi Magic был номинирован на премию Blues Music Award как «Лучший соул-блюзовый альбом года». В начале 1990-х Эванс стал тесно сотрудничать с голландским блюзменом Хансом Тессинком, и их совместный альбом Visions в 2009 году претендовал на звание лучшего альбома акустического блюза. Последней студийной работой Эванса стал тоже альбом с Тессинком 2012 года Delta Time, а гастролировал он до осени 2017 года . 
Эванс умер 20 января 2018 года в возрасте 80 лет.
«Любой, кто видел группу Рая [Кудера] в то время, их редкие, но ошеломляющие публичные выступления, уходит, качая головой не только от того, насколько хороши Рай и группа в целом, но и с неизгладимыми воспоминаниями о великолепном, проникновенном, госпел-интонированном вокале гармонии и вокалистов Бобби и Терри» .
«Терри — один из самых динамичных исполнителей соула и блюза, выступающих сегодня, пишущий и поющий обо всех аспектах человеческих эмоций и создающий связь со своей аудиторией в этом процессе» .

## Дискография
| Год  | Название                      | Лейбл                            | Примечания         |
| ---- | ----------------------------- | -------------------------------- | ------------------ |
| 1988 | Live and Let Live!            | Rounder Records                  | с Бобби Кингом     |
| 1990 | Rhythm, Blues, Soul & Grooves | Rounder Records                  | с Бобби Кингом     |
| 1994 | Blues for Thought             | Point Blank Records              |                    |
| 1995 | Puttin' It Down               | AudioQuest Music                 |                    |
| 1997 | Come to the River             | AudioQuest Music                 |                    |
| 2000 | Walk That Walk                | Telarc International Corporation |                    |
| 2001 | Mississippi Magic             | AudioQuest Music                 |                    |
| 2003 | Live Like a Hurricane         | AudioQuest Music                 | Концертный         |
| 2005 | Fire in the Feeling           | Valley Entertainment             |                    |
| 2008 | Visions                       | Blue Groove                      | с Хансом Тессинком |
| 2012 | Delta Time                    | Blue Groove                      | с Хансом Тессинком |
| 2014 | Songs from a Stolen Spring    | Valley Entertainment             | Сборник            |